# Боја изван овог свемира
„Боја изван овог свемира” (енгл. The Colour Out of Space) је приповетка америчког писца Хауарда Филипса Лавкрафта, написана у марту 1927. године. Лавкрафт је почео да пише ову приповетку одмах након што је завршио свој претходни кратки роман, Случај Чарлса Декстера Ворда, и усред последње ревизије свог есеја о хорор фантастици „Натприродни хорор у књижевности”. Настојећи да креира истински ванземаљски облик живота, црпео је инспирацију из бројних извора белетристике и фикције. Први пут се појавивши у септембарском издању научнофантастичног часописа Amazing Stories из 1927. године, „Боја изван овог свемира” постала је једно од Лавкрафтових најпопуларнијих дела и била му је лично омиљена приповетка коју је написао.

## Радња
Приповедач, неименовани геодет из Бостона, описује своје покушаје да открије тајне иза забаченог места које мештани брда западно од Аркама називају „проклетим вресиштем”. У немогућности да добије било какве информације од мештана, протагониста тражи старог и наводно лудог човека по имену Ами Пирс, који преноси своја искуства са фармером по имену Нејхум Гарднер и његовом породицом која је некада живела на том имању.
Метеорит је пао на Нејхумову земљу више од педесет година раније, у јуну 1882. године. У то време, локални научници узимају узорак из метеорита, и бивају збуњени чудним понашањем које показује. Узорак нестаје преко ноћи након складиштења у стакленој чаши. Приликом покушаја да узму други узорак из метеорита, научници откривају куглу у метеориту која емитује чудну боју. Они су је „заправо назвали бојом само по аналогији”, пошто је била ван опсега било чега познатог у видљивом спектру. Један од научника удари чекићем у куглу и она се распадне. Преко ноћи, метеорит нестаје након што га удари гром.
Следеће године, Нејхумови усеви расту неприродно велики и обилни. Када открије да су, упркос свом изгледу, нејестиви, постаје уверен да је метеорит отровао тло. Током следеће године, проблем се шири на околне биљке и животиње, мењајући их на необичне начине. Сва вегетација на фарми почиње да постаје сива и крта.
Госпођа Гарднер полуди, а Нејхум одлучује да је држи закључану на тавану. Временом, породица постаје изолована од суседних фармера, а Пирс постаје њихов једини контакт са спољним светом. Пирс обавештава Нејхума да им се вода из бунара загадила и предлаже да се ископа нови извор, али Нејхум одбија да послуша његов савет. Тадијус, један од Нејхумових синова, такође полуди, а отац га закључава у другу собу на тавану. Стока почиње да поприма узнемирујуће облике и умире. Као и усеви, њихово месо је нејестиво. Тадијус умире на тавану, а Нејхум сахрањује његове остатке иза фарме. Мервин, још један од Нејхумових синова, нестаје док узима воду из контаминираног бунара.
Након неколико недеља без контакта са Нејхумом, Пирс посећује имање. У његовој кући среће Нејхума и схвата да је и он, као и његова жена и син, полудео. Када га пита о Зенасу, последњем преосталом сину, Нејхум му каже да Зенас „живи у бунару”. Пирс се пење степеницама на таван и открива да је госпођа Гарднер попримила ужасан облик. Наглашено је да је Пирс убија из милосрђа. Када се спусти низ степенице, открива да се и Нејхум ужасно деформисао. Нејхум у тренутку луцидности каже Пирсу да је за све крива боја која је стигла метеоритом и да је извлачила живот из околине. Убрзо након тога, Нејхум умире.
Пирс одлази и враћа се на имање са шесторицом људи. Они откривају и Мервинове и Зенасове еродирајуће скелете на дну бунара, заједно са костима неколико других створења. Док размишљају о својим открићима у кући, боја почиње да се излива из бунара. Дрвеће почиње да се тресе, а сиви органски материјал на фарми почиње да слабо сија бојом. Присутни беже из куће док боја лети из бунара у небо и нестаје. Сам Пирс се враћа назад након што је боја нестала и сведочи да је један преостао део боје покушавао да се накратко уздигне, али није успео и вратио се у бунар. Сазнање да део боје још увек борави на Земљи довољно је да поремети његово психичко стање. Када се неки од људи врате следећег дана, проналазе само Пирсовог мртвог коња, хектаре сиве прашине и нетакнуте неорганске материје. Након што су чули гласине о томе шта се догодило, многи мештани одлучили су да се одселе.

## Позадина
Лавкрафт је почео да пише „Боју изван овог свемира” у марту 1927, одмах након што је завршио Случај Чарлса Декстера Ворда. Међутим, док је писао причу, такође је куцао завршни нацрт свог есеја о хорор фикцији, „Натприродни хорор у књижевности”. Иако је сам аутор тврдио да је био инспирисан новоизграђеним резервоаром Ситуејт на Роуд Ајланду, проучавалац Лавкрафта С. Т. Џоши верује да је и планирани резервоар Квабин у Масачусетсу вероватно утицао на њега. Амерички писац и ентузијаста палп фикције Вил Мари наводи истраживача паранормалног Чарлса Форта и „камене грома” (стене које исцртавају муње које су можда пале са неба) које описује у Књизи проклетих, као могућу инспирацију за понашање метеорита. Енди Трој тврди да је прича била алегорија на извештавање новина The New York Times о скандалу када је неколико девојака било изложено радијацији због фарбања радијумских бројчаника, као и да су симптоми породице Гарднер одговарали новинском опису некрозе радијума.
Лавкрафт је био запрепашћен претерано људским приказом ванземаљаца у другим делима фикције, а његов циљ за „Боју” је био да створи ентитет који је заиста ванземаљски. При томе је црпео инспирацију из бројних извора који су описивали боје изван видљивог спектра. Џоши такође указује на Модерну науку и материјализам Хјуа Елиота, публицистичку књигу из 1919. године у којој се помињу „екстремно ограничена” људска чула, нпр. многи „етерични таласи” ударају у очи: „Већину не може да опази мрежњача уопште”. Лавкрафт је раније користио овај концепт, у својој приповеци „С оне стране”. „Боја изван овог свемира” је завршена у марту 1927. и објављена је у часопису Amazing Stories у септембру исте године. Причу је илустровао Х. М. де Арагон, уметник који је повремено илустровао дела за овај часопис.

## Пријем и наслеђе
„Боја изван овог свемира” је постала једино дело из часописа Amazing Stories које је укључено у антологију Едварда О'Брајена Најбоље америчке приповетке, која се појавила 1928. године. Хуго Гернсбек, оснивач часописа, платио је Лавкрафту само 25 долара за причу и каснио је у томе, због чега је Лавкрафт назвао издавача „Хуго пацов”. Никада више ништа није доставио овом листу. Лавкрафт није написао још једну велику приповетку све до следеће године, када је написао „Данички ужас”, иако је у међувремену писао краће приче „Ибид”, „Историја Некрономикона” и „Народ из давнина”.
Поред тога што је Лавкрафту била лично омиљена прича, критичари генерално сматрају „Боју изван овог свемира” једним од његових најбољих дела, и првим са његовим заштитним знаком мешања научне фантастике и хорора. Лавкрафтов проучавалац Доналд Р. Берлесон је описао причу као „једну од његових стилски и концептуално најбољих кратких прича”. С. Т. Џоши хвали ово дело као једно од Лавкрафтових најбољих и најстрашнијих, посебно због неодређености описа истоименог ентитета. Такође је похвалио ово дело као Лавкрафтов најуспешнији покушај да створи нешто потпуно изван људског искуства, пошто је мотив ентитета (ако постоји) непознат и немогуће је разазнати да ли је „боја” емоционална, морална или чак свесна. Једина његова критика је да је „само мало предугачка”. Е. Ф. Блајлер је описао „Боју изван овог свемира” као „одличну причу, једно од Лавкрафтових најбољих дела; по мом мишљењу најбоља оригинална прича која се појављује у часопису Amazing Stories”. Године 1984. објављен је роман Боја изван овог времена Мајкла Шија као наставак оригиналне приче.